# Cratere Sibiti
Sibiti  è un cratere sulla superficie di Marte.